# Пам'ятники Феодосії
| Назва                                                                | Розташування                                      | Короткий опис | Зображення                                                  |
| -------------------------------------------------------------------- | ------------------------------------------------- | --- | ----------------------------------------------------------- |
| Віті Коробкову                                                       | вул. Горького                                     | Пам'ятник піонеру-партизану Віті Коробкову. Автори — скульптор В. М. Подольський і архітектор В. З. Купріянов. Відкритий у червні 1959 року на загальноміському мітингу. |                                                             |
| Апостолу Андрію Первозваному                                         | вул. Федько, навпроти Казанського собору          | Пам'ятник апостолу Андрію Первозваному встановлений в червні 2006 року. |                                                             |
| І. К. Айвазовському                                                  | проспект Айвазовського                            | Встановлений у 1930 році біля галереї Айвазовського (автор проекту скульптор І. Я. Гінцбург). Айвазовський відображений з палітрою і пензелем в руках. Його погляд спрямований на море. На п'єдесталі висічені слова «Феодосія — Айвазовському» |                                                             |
| Фонтан «Доброму Генію»                                               |                                                   | Відкритий у 2004 році до дня міста. Це реконструйований фонтан «Доброму генію» встановлений недалеко від місця первинної установки. Вінчає композицію аркада з написом в центрі «Великому Айвазовському і учням його вдячна Феодосія» і прізвищами по сторонах: Фесслер, Латрі, Ганзен, Лагоріо. Реставратор пам'ятника — скульптор Валерій Замеховський |                                                             |
| О. С. Пушкіну                                                        | вул. Українська                                   | Встановлений у 1974 році до 175-річчя з дня народження поета. Пушкін зображений в увесь зріст, його поглял звернений до моря. Скульптор А. І. Григорьєв, архітектор В. М. Наугольний |                                                             |
| М. М. Соковніну                                                      | Адміральський бульвар                             | Бюст Миколі Соковніну встановлений в 2002 році недалеко від фонтану «Доброму генієві». |                                                             |
| Пам'ятник-фонтан К. А. Беліловському                                 | Старе місто, біля храму св. Дмитрія               | Пам'ятник лікареві карантинної служби Кесареві Олександровичу Беліловському був встановлений в 1916 році. Оформлений пам'ятник у вигляді скелі, складеної з місцевого сірого каменя-вапняку. На мармуровій плиті — напис: «1913-1915. Повідай гостю, скеля на землі, про життя, що дає скелі під землею. У пам'ять відкриття головним лікарем Карантіна Беліловським джерела, споруди галереї і водопроводу в управлінні головного лікарського інспектора Маліновського, його помічника Шмідта і інспектора Карантину М.Тарасова». |                                                             |
| Івану Назукіну                                                       | Площа Івана Назукіна                              | Статуя матроса-революціонера Івана Назукіна, знаходиться напроти фонтану Айвазовського недалеко від башти Костянтина. Встановлена в 1980 році. |                                                             |
| Воїнам Керченсько-Феодосійського десанту                             | Набережна                                         | Встановлений 7 травня 1994 року. На тому місці, де зараз знаходиться пам'ятник, стояла 37-міліметрова зенітка. |                                                             |
| Пам'ятний знак феодосійцям-ліквідаторам аварії на Чорнобильській АЕС | вул. Федько, навпроти кінотеатру «Україна»        | Складна двобарвна композиція з 26 елементів з граніту і лабрадориту. Автор — Валерій Замеховський. На пам'ятнику чорними буквами нанесений напис «Чорнобильцям», а поряд розташувалася меморіальна дошка з написом: «Не спокутувати і не виправити нам помилок і біди того квітня. Все життя нести плечам суворої совісті, що зігнулися, болісний тягар». |                                                             |
| Леніну                                                               | проспект Айвазовського, біля залізничного вокзалу | Спочатку монумент був встановлений в 1930-х роках, зруйнований німцями. У 1944 році до 27 роковини Жовтневої революції з Москви привезли бетонну скульптуру Леніна, яку в 1978 році замінили на відлиту з бронзи. |                                                             |
| Леніну                                                               | проспект Айвазовського, біля дачі Стамболі        | |                                                             |
| Жертвам більшовицького терору                                        | На території Старого міста біля Іверської церкви. | Встановлений 2 травня 2005 року у вигляді хреста і присвячений численним жертвам більшовицького терору, що лютував в Криму в роки Громадянської війни |                                                             |
| Афанасію Нікітіну                                                    | На території Старого міста                        | Автор — скульптор Валерій Замеховський. |                                                             |
| Екіпажу броненосця «Потьомкін»                                       | вул. Горького                                     | |                                                             |
| Довженку Олександру Романовичу                                       | вул. Горького                                     | Довженку Олександру Романовичу |                                                             |
| Підводникам                                                          | вул. Горького                                     | |                                                             |
| В честь 30-річчя перемоги над фашистською Німеччиною                 |                                                   | |                                                             |
| Радянських воїнам, партизанам, підпільникам                          | ріг пр-ту Айвазовського і вул. Назукіна           | Братська могила радянських воїнів, партизанів, підпільників, 1918–1920 рр.., 1941–1944 рр.. | Братська могила радянських воїнів, партизанів, підпільників |
| Радянським воїнам-визволителям                                       | вул. Федька                                       | Пам'ятник на честь радянських воїнів-визволителів встановлений у 1970 році в Молодіжному парку. | Пам'ятник на честь радянських воїнів-визволителів           |